# La Grande Encyclopédie
La Grande Encyclopédie (фр. «Большая энциклопедия») — французская 31-томная универсальная энциклопедия, издававшаяся с 1886 по 1902 год, сначала Анри Ламиро, затем Société anonyme de la grande encyclopédie. Главным редактором первых 18 томов был Камиль Дрейфус, последних 13 — Андре Бертло. Была одной из крупнейших энциклопедий своего времени.
Членами редакционной коллегии были члены Французского Института сенатор Марселен Бертло, Хартвиг Деренбург, Артюр Жири, Эрнест Глассон, Эмиль Левассёр, Эжен Мюнц, а также Шарль-Анж Лезан, Франц Людвиг Хан (1844—1921), Шарль Виктор Ланглуа и другие.
В каждом томе энциклопедии приблизительно 1200 страниц. Общее число статей — порядка 200 000, все основные статьи подписаны их авторами и имеют библиографию. Также энциклопедия содержала 15 000 иллюстраций и 200 карт. Авторский коллектив энциклопедии насчитывал несколько сотен человек, многие из которых были известными французскими учёными.
Все тома на сегодняшний день перешли в общественное достояние. Отсканированная полная версия энциклопедии доступна для просмотра в Интернете.
Второе издание энциклопедии, основанное на первом, но существенно обновлённое сообразно изменениям в мире, вышло в 1971—1978 годах в Париже и насчитывало 21 том.

## Текст энциклопедии в Интернете
- Vol. 1 : A — Alcala de Hénarès
- Vol. 2 : Alcala-La-Réal — Animé
- Vol. 3 : Animisme — Arthur
- Vol. 4 : Artibonite — Baillie
- Vol. 5 : Baillière — Belgioso
- Vol. 6 : Belgique — Bobineuse
- Vol. 7 : Bobino — Bricci
- Vol. 8 : Brice — Canarie
- Vol. 9 : Canaries — Ceratosoma
- Vol. 10 : Cératospire — Chiem
- Vol. 11 : Chien — Comédie
- Vol. 12 : Comédie — Côtes
- Vol. 13 : Cotesbach — Dellden
- Vol. 14 : Delle — Duègne
- Vol. 15 : Duel — Eœtvœs
- Vol. 16 : Eole — Fanucci
- Vol. 17 : Fanum — Franco
- Vol. 18 : Franco — Gonon
- Vol. 19 : Gonsalve — Héron
- Vol. 20 : Héronas — Janicki
- Vol. 21 : Janiçon — Lemos
- Vol. 22 : Lemot — Manzoni
- Vol. 23 : Mao — Moisson
- Vol. 24 : Moissonneuse — Nord
- Vol. 25 : Nord — Part
- Vol. 26 : Parta — Poilpot
- Vol. 27 : Poincaré — Rabbin
- Vol. 28 : Rabbinisme — Saas
- Vol. 29 : Saavedra — Sigillaires
- Vol. 30 : Sigillateur — Thermopole
- Vol. 31 : Thermopyles — Zyrmi